# Gregory Lovell
Gregory Lovell (* 16. April 1985) ist ein belizischer Straßenradrennfahrer.
Gregory Lovell gewann 2006 erstmals eine Etappe bei der Tour of Belize. Im nächsten Jahr gewann er dort das Mannschaftszeitfahren und er war bei vier weiteren Etappen erfolgreich. Bei der belizischen Meisterschaft belegte er den dritten Platz im Straßenrennen hinter dem Sieger Michael Lewis und er gewann das Eintagesrennen Alpheus Williams Classic. 2008 wurde Lovell nationaler Meister im Straßenrennen und er gewann den Sagitun Cycle Classic, sowie den Alpheus Williams Classic.

## Erfolge
2006
- eine Etappe Tour of Belize

2007
- vier Etappen und Mannschaftszeitfahren Tour of Belize

2008
- Belizischer Meister – Straßenrennen